# Ашур Імад Халед
Імад Халед Ашур (нар. 19 квітня 1988, Одеса) — український футбольний тренер ліванського походження.

## Біографія
Народився 19 квітня 1988 року в Одесі. Як футболіст виступав за ліванський «Хоменетмен» (Бейрут), а також одеські аматорські команди «Еволюшн», «Соборка», «Реал» та «Атлетик». Паралельно закінчив Одеський національний університет імені І. Мечнікова (2009) та отримав тренерський диплом УЄФА категорії «А».
Надалі був головним тренером ДЮФК «Крок» (Одеса), а з 2017 по серпень 2019 року працював тренером СДЮШОР «Чорноморець».
З серпня 2019 по серпень 2021 року був тренером Aspire Academy (Катар), де працював одночасно з асистентом Сергія Реброва в збірній України Глібом Платовим.
У серпня 2021 року увійшов до тренерського штабу юнацької команди «Дніпро-1» (U-19), а у січні 2023 року став головним тренером цієї команди. За підсумками сезону 2023/24 здобув із командою бронзові нагороди чемпіонату.
У травні 2024 року став головним тренером житомирського «Полісся», яке стало його першим досвідом роботи з дорослою командою. 12 травня 2025 року був звільнений з цієї посади.